# Pierre Lemaitre
Pierre Lemaitre (París, 19 de abril de 1951) es un escritor y guionista francés, ganador del premio Goncourt 2013 con su novela Nos vemos allá arriba, y ganador de un premio César 2018 por la adaptación de esa misma obra.

## Biografía
Pierre Lemaitre pasó su juventud entre Aubervilliers y Drancy, en casa de familiares. Estudió psicología e hizo gran parte de su carrera en la formación profesional de adultos, enseñando comunicación y cultura general, y literatura destinada a bibliotecarios. Se consagró luego a la escritura, como novelista y guionista. Sus novelas han sido traducidas a decenas de idiomas.
Lemaitre considera su trabajo como un permanente “ejercicio de admiración por la literatura”. Desde su primera novela, Travail soigné (2006; publicada en español con el título de Irene), rinde homenaje a sus maestros, haciendo de estos escritores los protagonistas de su intriga: Bret Easton Ellis, Émile Gaboriau, James Ellroy, William McIlvanney, etc. Esta obra marca también el comienzo de su serie policial que tiene como protagonista a Camille Verhoeven, comandante de la Brigada Criminal de París. Ha nacido hipotrófico y solo mide 1,45 metros. Intentó dedicarse a la pintura, luego estudió Derecho y finalmente entró en la policía nacional. Está casado con Irène. Es discreto y meticuloso.
Tres años más tarde, en 2009, lanza su segunda novela, Robe de marié (Vestido de novia), ejercicio explícito de admiración del arte de Hitchcock. En ella cuenta la historia de Sophie, una treintañera con problemas psicológicos, que se convierte en una asesina en serie que se desvanece y no puede recordar cómo cometió los crímenes con los que se encuentra al despertar.
Lemaitre aborda la intriga social con Cadres noires (Recursos inhumanos), en 2010, que pone en escena el drama de un ejecutivo en paro que termina aceptando participar en un juego de rol en forma de toma de rehenes. El libro está inspirado en un hecho real ocurrido en 2005 en France Télévisions Publicité, protagonizado en aquel momento por Philippe Santini, y por cuyo atrevimiento fue condenado por el Tribunal de Casación el 7 de abril de 2010.
Su cuarta novela, Alex, juega con la identificación, motor del thriller: la heroína es a la vez víctima y asesino, dándole la vuelta a la relación del lector con el personaje. En ella se encuentran múltiples referencias, que el autor señala explícitamente, sobre Louis Aragon, Marcel Proust, Roland Barthes, John Harvey, Borís Pasternak, etc.
Les grands moyens es una novela digital por entregas, que sigue la estela del policía Camille Verhoeven, protagonista de una serie que se inició con la citada Irene, siguió con Alex y parecía haber terminado con Sacrifices, en 2012. Pero posteriormente, Lemaitre publicó Rosy & John (adaptación al papel de Les grands moyens), añadiendo un cuarto volumen a la trilogía, guiño a Los tres mosqueteros, de Alejandro Dumas, que en realidad eran cuatro.
Au revoir là-haut (2013; Nos vemos allá arriba) marca un cambio importante en su obra, que se convierte en una novela picaresca. Abandonando el género policíaco, Lemaitre permanece fiel al espíritu de sus primeras novelas, puesto que cita desde d'Émile Ajar a Stephen Crane, Victor Hugo y La Rochefoucauld, y otros que nombra en los agradecimientos, entre ellos especialmente a Louis Guilloux y Carson McCullers. En noviembre de 2013 recibe el premio Goncourt y encabeza la lista de superventas L'Express.

## Obras

### Novelas traducidas al español
Serie Camille Verhoeven:
1. Irène (Travail soigné) (2006), trad:: Juan Carlos Durán; Alfaguara, Madrid, 2015.
2. Alex (2011), trad.: Arturo Jordá; Círculo de Lectores, 2012 / Grijalbo, 2013.
3. Rosy & John (Rosy & John, o Les Grands Moyens) (2011), trad.: Juan Carlos Durán Romero; Alfaguara, 2016.
4. Camille (Sacrifices) (2012),[11] trad: Juan Carlos Durán Romero; Alfaguara, 2016.

Trilogía Los hijos del desastre (Les Enfants du désastre):
1. Nos vemos allá arriba (Au revoir là-haut) (2013), trad.: José Antonio Soriano Marco; Ediciones Salamandra, primera edición 2014.
2. Los colores del incendio (Couleurs de l'incendie) (2018), trad.: José Antonio Soriano Marco; Ediciones Salamandra, primera edición 2020.
3. El espejo de nuestras penas (Miroir de nos peines) (2020),[12] trad.: José Antonio Soriano Marco; Ediciones Salamandra, 2020.

Tetralogía Los años gloriosos (Les années glorieuses):
1. El ancho mundo (Le grand monde) (2022), trad.: José Antonio Soriano Marco; Ediciones Salamandra, 2023.
2. El silencio y la cólera (Le Silence et la Colère) (2023), trad.: José Antonio Soriano Marco; Ediciones Salamandra, 2024.
3. Un futuro prometedor (Un avenir radieux) (2025), trad.: José Antonio Soriano Marco; Ediciones  Salamandra, 2025.
4. Título aún por determinar. Fecha de publicación prevista en Francia: 2026.

Independientes:
- Vestido de novia (Robe de marié) (2009), trad.: María Teresa Gallego Urrutia y Amaya García Gallego; Alfaguara, 2015.
- Recursos inhumanos (Cadres noirs) (2010), trad.: Juan Carlos Durán; Alfaguara, 2017.
- Tres días y una vida (Trois jours et une vie) (2016), trad.: José Antonio Soriano Marco; Salamandra bolsillo; primera edición 2020.
- La gran serpiente (Le serpent majuscule) (2021), trad.: José Antonio Soriano Marco; Salamandra, 2022.

### Cuentos
- Une initiative (2014)
- Les Événements de Péronne (2018)

### Cómics
Serie Los hijos del desastre (Les Enfants du désastre):
1. Au revoir là-haut (2016), con Christian De Metter

Serie Camille Verhoeven (con Pascal Bertho, ilustrado por Yannick Corboz):
1. Rosie (2018), basado en la novela Rosy & John
2. Irene (2019), basado en la novela Iréne
3. Alex (2021), basado en la novela Alex

Serie Recursos inhumanos (con Pascal Bertho, ilustrado por Giuseppe Liotti):
1. Avant (tomo 1/3) (2022)
2. Pendant (tomo 2/3) (2023)

### No ficción
- Técnicas para saber aprender (Savoir apprendre) (1986), con François Maquere, trad: Fidel Puente López; Bilbao, Deusto S.L., 1987, guía
- Diccionario apasionado de la novela negra (Dictionnaire amoureux du polar) (2020), trad.: José Antonio Soriano Marco, Salamandra, 2022.

### Guiones
- Otages (2009), telefilme
- L'Homme aux deux visages (2009), episodio de la serie Marion Mazzano
- Un marché de dupes (2010), episodio de la serie Boulevard du Palais
- L'Affaire Vauthier (2012), episodio de la serie Injustice

## Adaptaciones
- Nos vemos allá arriba (2017), película dirigida por Albert Dupontel, basada en la novela Nos vemos allá arriba
- Trois jours et une vie (2019), película dirigida por Nicolas Boukhrief, basada en la novela Tres días y una vida
- Recursos inhumanos (2020), miniserie dirigida por Ziad Doueiri, basada en la novela Recursos inhumanos
- Los colores del incendio (2022), película dirigida por Clovis Cornillac, basada en la novela Los colores del incendio.